# Veldensteiner Forst

Lage des Veldensteiner Forsts im Landkreis Bayreuth

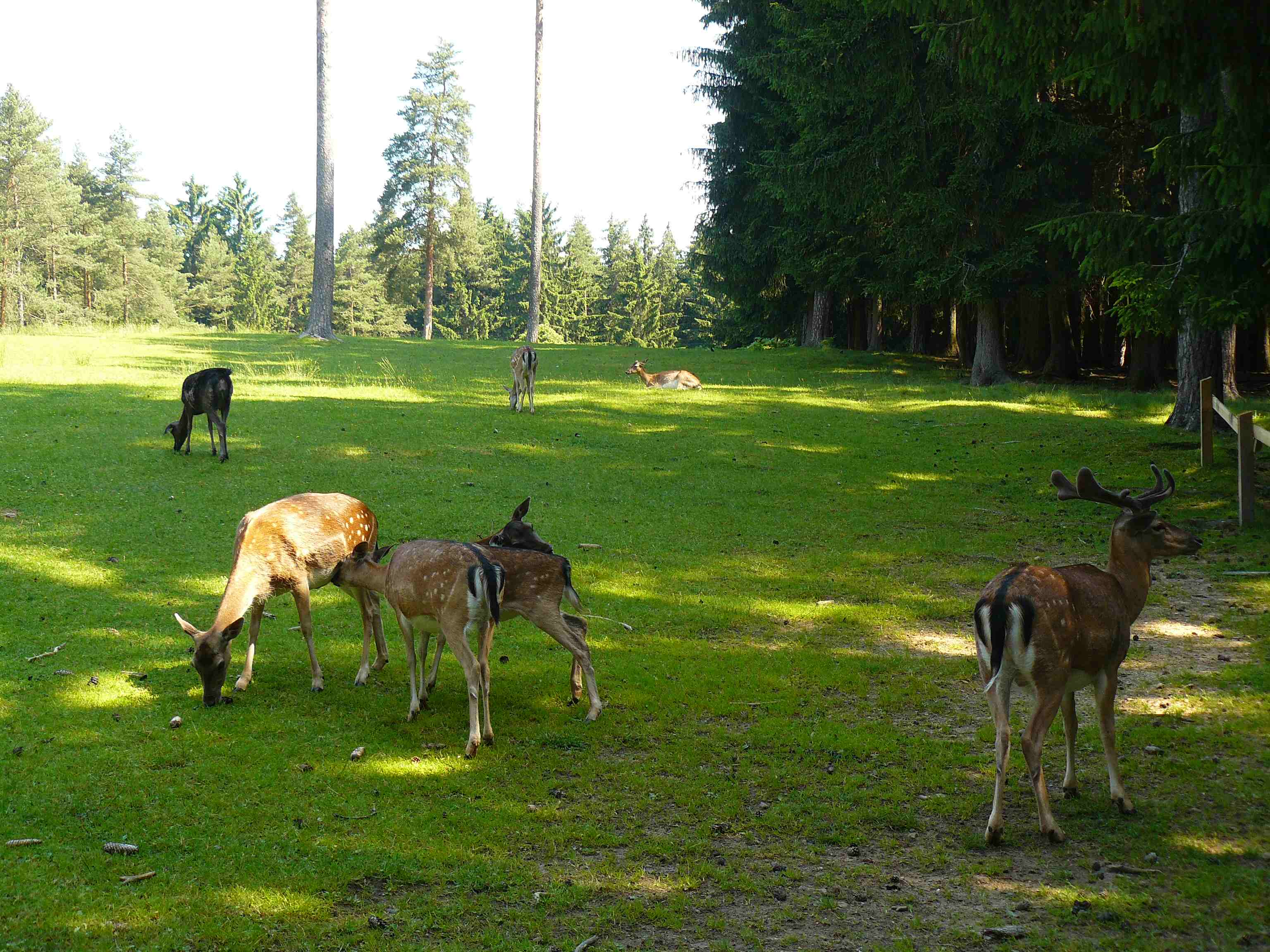
Damhirsche im Wildgehege Veldensteiner Forst

Der Veldensteiner Forst ist ein Waldgebiet in der mittleren Frankenalb in Bayern. Veldensteinerforst ist der Name einer Gemarkung, die deckungsgleich mit dem Waldgebiet ist, das größtenteils im gemeindefreien Gebiet Veldensteiner Forst liegt (Gemarkungsteil 1), zum kleinen Teil aber auch im Gemeindegebiet von Pegnitz (Gemarkungsteil 0). Die Gemarkung hat eine Gesamtfläche von 55,598 km². Sie ist in 212 Flurstücke aufgeteilt, die eine durchschnittliche Flurstücksfläche von 262254,75 m² haben. In ihr liegt der Pegnitzer Gemeindeteil Hufeisen-Waldhaus.

## Geographie
Das unbewohnte Gebiet liegt in Oberfranken im Osten des Naturparks Fränkische Schweiz-Veldensteiner Forst zwischen den Ortschaften Pegnitz im Norden, Neuhaus an der Pegnitz und Plech im Süden sowie Betzenstein im Westen auf einer Höhe von 440 bis 512 m ü. NHN.
Im Osten wird es von dem Tal der oberen Pegnitz begrenzt, im Westen verläuft die Trasse der Bundesautobahn 9.
Namensgeber ist die Burg Veldenstein, eine große, gut erhaltene mittelalterliche Wehranlage oberhalb von Neuhaus an der Pegnitz. Der Veldensteiner Forst mit seinen großflächigen Kiefern- und Fichtenwaldungen ist mit rund 70 km² Fläche eines der größten zusammenhängenden Waldgebiete Bayerns. Ein großer Teil des Veldensteiner Forstes liegt im Bereich des Landkreises Bayreuth und bildet das aktuell viertgrößte bayerische gemeindefreie Gebiet Veldensteiner Forst (55,59 km²).

## Sehenswürdigkeiten
Ein besonderer Anziehungspunkt im Veldensteiner Forst ist das Wildgehege. Im Osten grenzt das Naturschutzgebiet Pegnitzau zwischen Ranna und Michelfeld unmittelbar an den Veldensteiner Forst.
Im Veldensteiner Forst befinden sich zahlreiche Felsformationen, Höhlen und Dolinen, die zum Teil als Naturdenkmal oder Geotop ausgewiesen sind.

### Saalburghöhle
Etwa einen Kilometer nordöstlich von Viehhofen, einem Gemeindeteil von Velden, befindet sich am Osthang der imposanten Felsformation Saalburg die kleine Karsthöhle Saalburghöhle. Sie ist etwa 15 Meter lang und im Höhlenkataster Fränkische Alb (HFA) als D 125 registriert. Fels und Höhle sind vom Bayerischen Landesamt für Umwelt als Geotop 472R150 ausgewiesen. Siehe hierzu auch die Liste der Geotope im Landkreis Bayreuth.

### Eislöcher

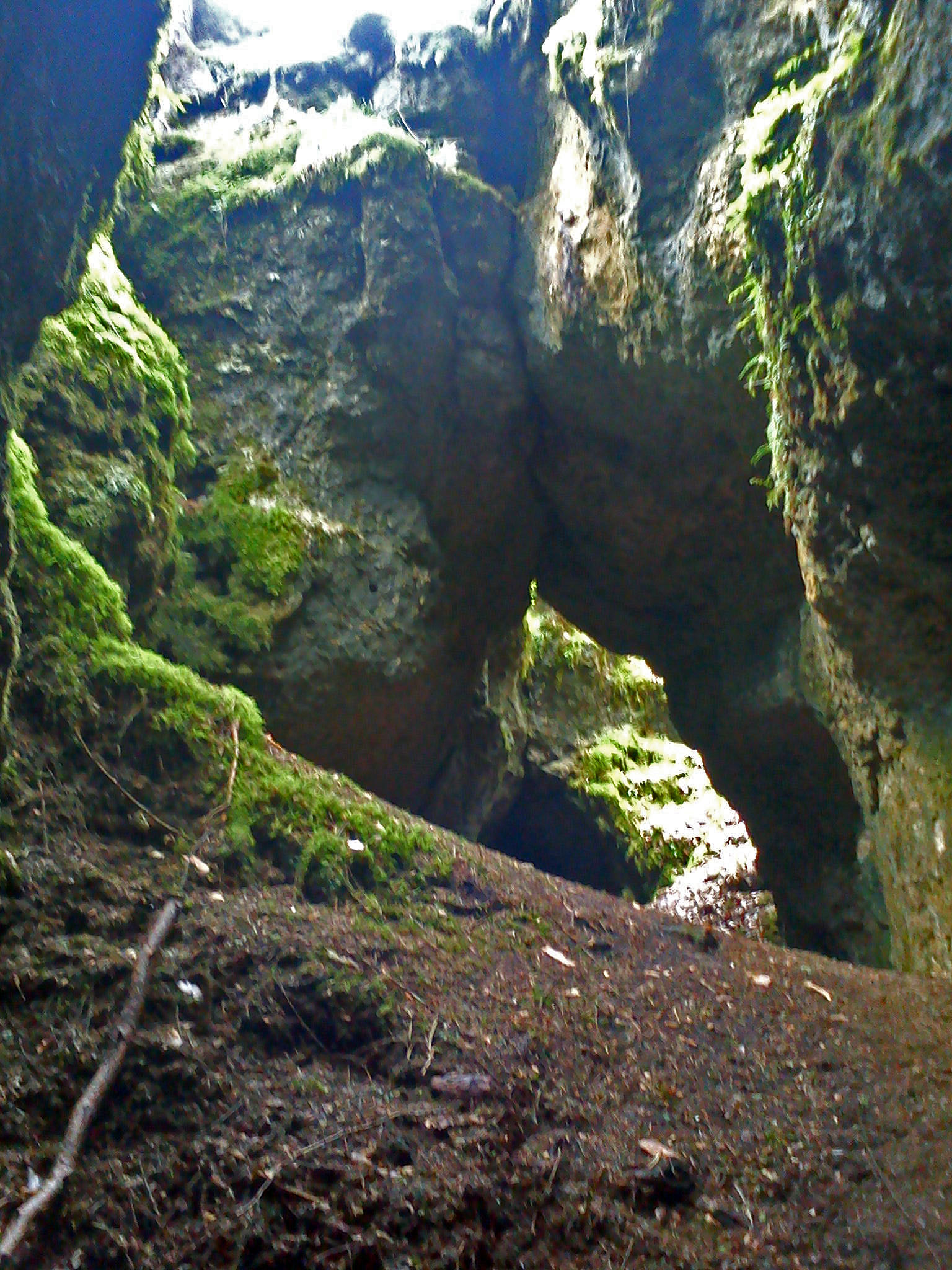
Eislöcher im Veldensteiner Forst

Etwa 2600 Meter östlich der Autobahnausfahrt Weidensees befinden sich die Eislöcher, drei Einsturzdolinen, die mit einem 70 Meter langen Höhlengang verbunden sind. Ihren Namen verdanken sie der prächtigen Eisbildung im Winter, die bis ins Frühjahr hinein besteht. Eine Befahrung ist nicht ganz gefahrlos. Im Jahre 1969 verunglückte dort ein Beamter tödlich. Die Eislöcher sind im HFA als D 71 und vom Bayerischen Landesamt für Umwelt als Geotop 472R083 ausgewiesen.

### Großer Lochstein

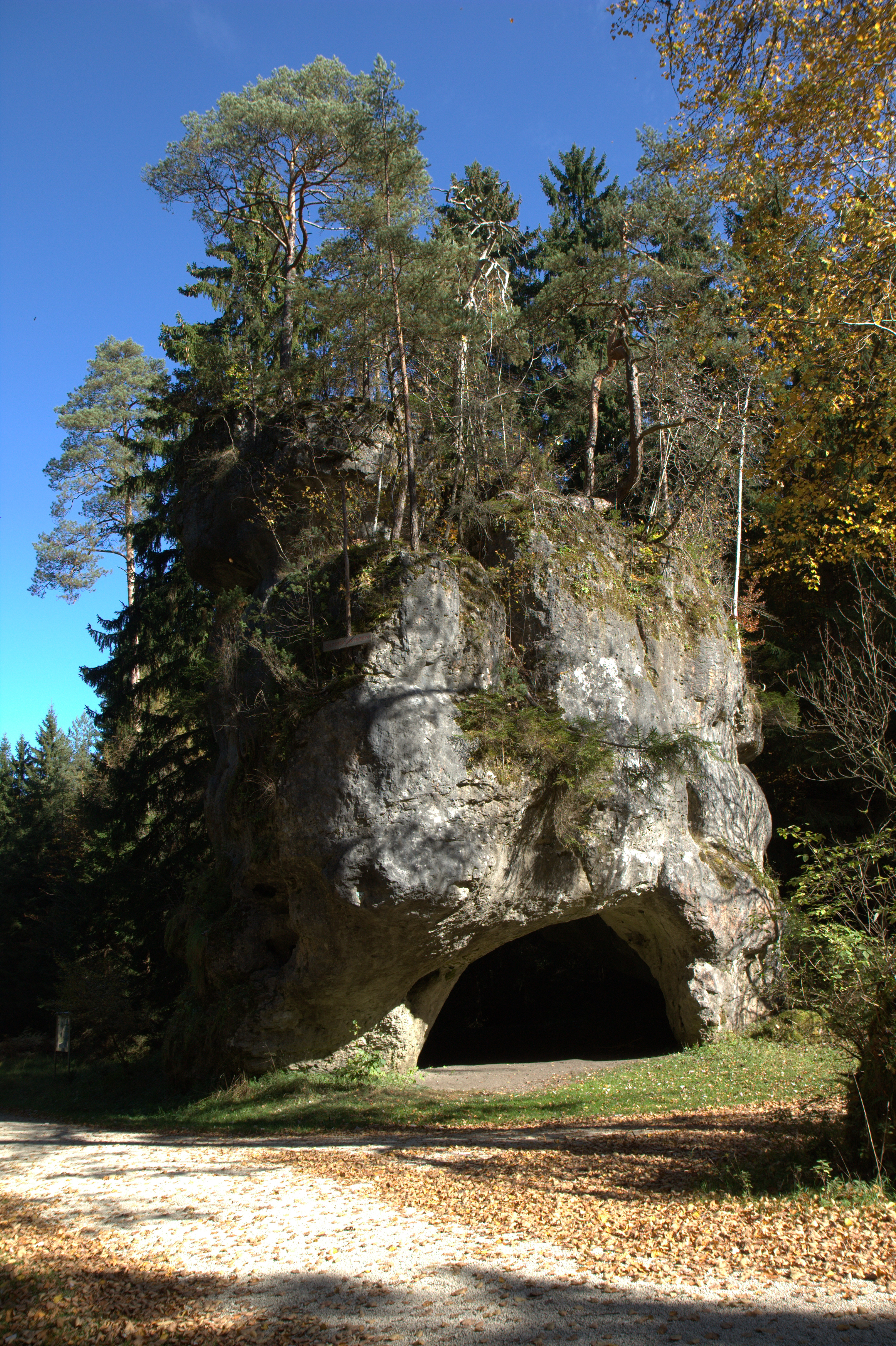
Der Große Lochstein im Veldensteiner Forst

Etwa 1700 Meter südlich von Horlach befindet sich der Große Lochstein, ein imposanter Felsturm, der am Fuße von einer etwa zehn Meter langen Durchgangshöhle durchzogen wird. Der Große Lochstein wird im HFA als D 73 geführt.
Er ist vom Bayerischen Landesamt für Umwelt (LfU) als bedeutendes Geotop (Geotop-Nummer: 472R086) und als Naturdenkmal ausgewiesen. Es wurde vom LfU mit dem offiziellen Gütesiegel Bayerns schönste Geotope ausgezeichnet.

### Kleiner Lochstein

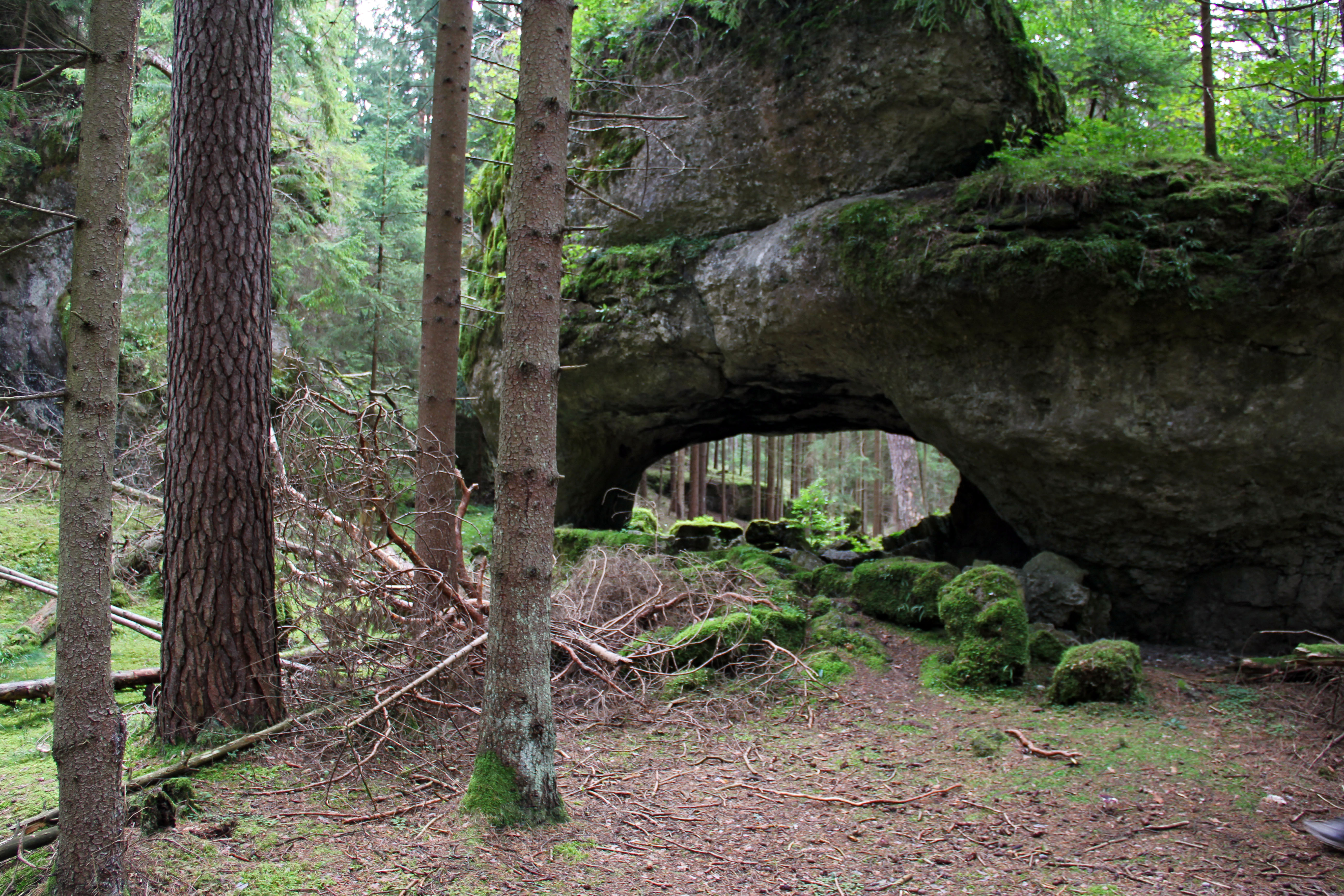
Der Kleine Lochstein im Veldensteiner Forst

Etwa 2800 Meter östlich der Autobahnausfahrt Weidensees befindet sich der kleine Lochstein, eine Felskuppe, die von einer kurzen Durchgangshöhle durchzogen ist.
Der kleine Lochstein ist im HFA als D 72 und vom Bayerischen Landesamt für Umwelt als Geotop 472R085 ausgewiesen.

## Fauna und Flora
Das Gebiet ist von Mischwald bestanden und bietet Lebensraum sowohl für artenreiche florale Vergesellschaftungen wie auch Wildbestände. Etwa ein Drittel der bayerischen Jagdstrecke an Rotwild wird im Veldensteiner Forst erlegt.
Seit dem Anfang der 2010er Jahre galt der Veldensteiner Forst auch als Wolferwartungsgebiet. Zunächst wurden nur einzelne Individuen gesichtet, die von dem auf dem benachbarten Truppenübungsplatz Grafenwöhr beheimateten Rudel abgewandert sein dürften.
Bereits in den Jahren 2016/17 brachten Genanalysen an Wildtierrissen Gewissheit und seit Anfang 2018 ging man von einer Paarbildung aus. Anfang März 2018 wurde ein Wolfspaar durch Spuren an einem Wildriss bestätigt. Im September 2019 wurde durch Aufnahmen von Wildtierkameras bekannt, dass das im Veldensteiner Forst heimisch gewordene Wolfpaar zum zweiten Mal vier Jungtiere erfolgreich aufgezogen hat.